# Ernst Damzog
Ernst Damzog, né le 30 octobre 1882 à Strasbourg et décédé le 24 juillet 1945 à Halle-sur-Saale, est un policier allemand, membre des SS de l'Allemagne nazie et ayant servi dans la Gestapo. Il prit une part active aux meurtres de masses de Polonais et de Juifs commis sur le territoire de la Pologne occupée pendant la Seconde Guerre mondiale.

## Invasion de la Pologne
En septembre 1939, lors de l'invasion de la Pologne, Damzog sert comme colonel (SS-Standartenführer) de l'Einsatzgruppe 5 (EG V-Allenstein), déployé avec la 3e armée dans le Reichsgau Wartheland, terres polonaises annexées par l'Allemagne nazie. Il est responsable des exécutions massives de citoyens polonais à la suite de la bataille victorieuse de Grudziądz, éradiquant pratiquement toute la population juive de la ville. Il contrôle également l'exécution de patients médicaux afin de vider les hôpitaux publics, qu'il confia à son officier subalterne Herbert Lange. Après l'annexion de la Pologne occidentale, Damzog sert à Poznań occupée en tant qu'inspecteur de police à la fois pour la Sicherheitspolizei (SiPo) et la Sicherheitsdienst (SD), sous le commandement du SS-Obergruppenführer Wilhelm Koppe envoyé à Posen le 30 septembre 1939.
Pendant son service à Poznań, Damzog est activement impliqué dans les expulsions massives de Polonais du Reichsgau Wartheland vers le Gouvernement général, y compris après l'attaque allemande de 1941 à travers la zone d'occupation soviétique. Il selectionne personnellement le personnel du centre d'extermination du camp d'extermination de Chełmno et superviséeson fonctionnement quotidien. Il déporte les premières victimes (originaires de villages locaux) à Chełmno, et les massacres à l'aide de camionnettes à gaz à compter du 8 décembre 1941.
C'était le précurseur de la Solution Finale, car l'idée d'un génocide systématique par gazage des valides n'était pas encore pleinement explorée. Damzog aurait raconté ses « expériences » à la fois à Wilhelm Koppe et à Arthur Greiser.
Damzog stationne dans le Gau jusqu'en 1945, et est promu au grade de SS-Brigadeführer ainsi que Generalmajor en 1944 pour ses actions policières anti-polonaise et anti-juives. Damzog est transféré en Allemagne avant l'offensive soviétique et meurt à Halle, en Saxe-Anhalt après la fin de la guerre en juillet 1945,.